# 森成正
森 成正（もり なりまさ/しげまさ、天正15年（1587年） - 寛永15年2月28日（1638年4月12日）））は、安土桃山時代から江戸時代初期にかけての武将。福岡藩士。勝右衛門。少右衛門。
森可政の三男。正室は船曳茂次の娘。継室は野村祐直の娘。子は娘が3人。継嗣に森正利（森正次次男）。

## 概要
天正15年（1587年）に豊臣秀吉傘下の黄母衣衆の一人、森可政の三男として誕生する。
詳細な理由は不明だが、成正は関ヶ原の戦いの頃に黒田長政へと預けられていた。戦後、父のもとに戻ったが、その時の縁からか黒田長政は成正の黒田家移籍を希望しており、「子孫にわたって面倒を見る」という旨を書いた長政から可政に宛てた書状が残る。
そして慶長17年（1612年）、森可政が美作国津山藩主森忠政の招きで美作へと下向する際に成正は津山入りせず、そのまま福岡へと向かい黒田家へと仕官した。仕官後の石高は1000石。後に天神に屋敷を与えられ、寛永9年（1632年）頃からは馬廻に出世している。
島原の乱が起きた際には黒田軍に参加した。戦前より討死の覚悟を決めており、遺書には養子の正利と3人の娘への遺産配分などを細かく書き残し出陣した。黒田軍馬廻りとして戦った成正は、寛永15年2月28日（1638年4月12日）に行われた原城への総攻撃の時には黒田軍の先鋒として本丸へと乱入し、一揆軍と縦横無尽に切り結び活躍した。
しかし落城時には自力で歩けず、旧妻の父である船曳茂次に黒田軍の陣屋まで担ぎ出されたが、同日中に亡くなった。遺体は全身の28箇所に傷を負っていたという。
享年52。墓所は福岡県福岡市の大湖山安国寺。法名は自性院殿理叟玄真居士。
子に男児が無かったため、津山藩家老である弟の森正次の次男・正利を養子としており跡を継がせた。成正は「勝右衛門」を称していたが、何故か黒田長政や黒田忠之の成正に宛てた書状の上では「少右衛門」と書かれることが多かった。そのため、成正の子孫も代々少右衛門を名乗ったという。嫡流は後に断絶したが、分家流は福岡藩士としていくらか明治時代に到るまで存続している。